# نورمان غيل
نورمان غيل (بالإنجليزية: Norman Gale)‏ هو لاعب اتحاد الرغبي بريطاني، ولد في 24 يوليو 1939 في Gorseinon ‏ في المملكة المتحدة، وتوفي في 30 يناير 2005 في لنلي ‏ في المملكة المتحدة.

## وصلات خارجية
- نورمان غيل عل موقع إسبنسكروم (الإنجليزية)